# رادوکانو نکولا
رادوکانو نکولا (رومانیایی: Răducanu Necula؛ زادهٔ ۱۰ مهٔ ۱۹۴۶) بازیکن فوتبال اهل رومانی است.
از باشگاه‌هایی که در آن بازی کرده‌است می‌توان به باشگاه فوتبال راپید بخارست و باشگاه فوتبال استوا بخارست اشاره کرد.
وی همچنین در تیم‌های ملی فوتبال زیر ۲۳ سال رومانی و رومانی بازی کرده‌است.